# Municipio de Maxfield
El municipio de Maxfield (en inglés: Maxfield Township) es un municipio ubicado en el condado de Bremer en el estado estadounidense de Iowa. En el año 2010 tenía una población de 1314 habitantes y una densidad poblacional de 13,96 personas por km².

## Geografía
El municipio de Maxfield se encuentra ubicado en las coordenadas 42°41′17″N 92°15′20″O / 42.68806, -92.25556. Según la Oficina del Censo de los Estados Unidos, el municipio tiene una superficie total de 94.1 km², de la cual 94,1 km² corresponden a tierra firme y (0 %) 0 km² es agua.

## Demografía
Según el censo de 2010, había 1314 personas residiendo en el municipio de Maxfield. La densidad de población era de 13,96 hab./km². De los 1314 habitantes, el municipio de Maxfield estaba compuesto por el 98,4 % blancos, el 0,3 % eran afroamericanos, el 0,08 % eran amerindios, el 0,3 % eran asiáticos, el 0,61 % eran de otras razas y el 0,3 % eran de una mezcla de razas. Del total de la población el 0,99 % eran hispanos o latinos de cualquier raza.